# Leucania usta
Leucania usta là một loài bướm đêm trong họ Noctuidae.